# Helsinki Egyetem
A Helsinki Egyetem (finnül: Helsingin Yliopisto, svédül: Helsingfors Universitet) Finnország legrégebbi és legnagyobb egyeteme. Jelenleg mintegy 35 000 diák és 4000 oktató mondhatja magát egyetemi polgárnak.

## A megalapítás

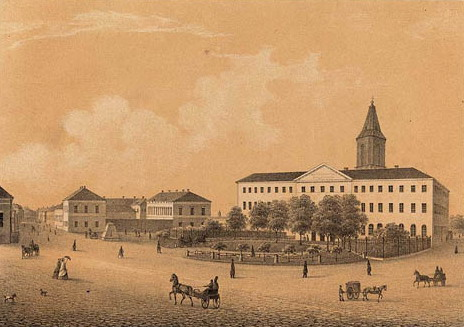
Turku az 1827-es tűzvészt követően

A mai Helsinki Egyetemet 1640. március 26-án alapították Turku Akadémia néven, Per Brahe főkormányzósága idején.
Turku Finnország régi fővárosa volt, az akkori svéd állam része. Miután Finnországot Oroszországhoz csatolták 1809-ben, a főváros Helsinki lett. 1827-ben a campus székhelyét is ide helyezték át, ahol Alexander Egyetem néven nyitotta meg kapuit egy év elteltével. (Az egyetem nevét I. Sándor orosz cárról kapta.) Az egyetem Finnország egyetlen felsőoktatási intézménye volt egészen 1919-ig.
Megalakulásakor négy kara volt az egyetemnek: filozófia, teológia, jog és orvostudomány. Európai mércével mérve a Turku Akadémia kicsinek számított, 1640-ben 250 diákot 11 tanár oktatott.
A XVIII. században a felvilágosodás előretörése és a kereskedelem fejlődése miatt felmerült, hogy az Akadémián a klasszikus tárgyakon kívül a mezőgazdaság, az erdőgazdálkodás és a közgazdaságtan tudományát is tanulmányozhassák a hallgatók.

## Költözés után

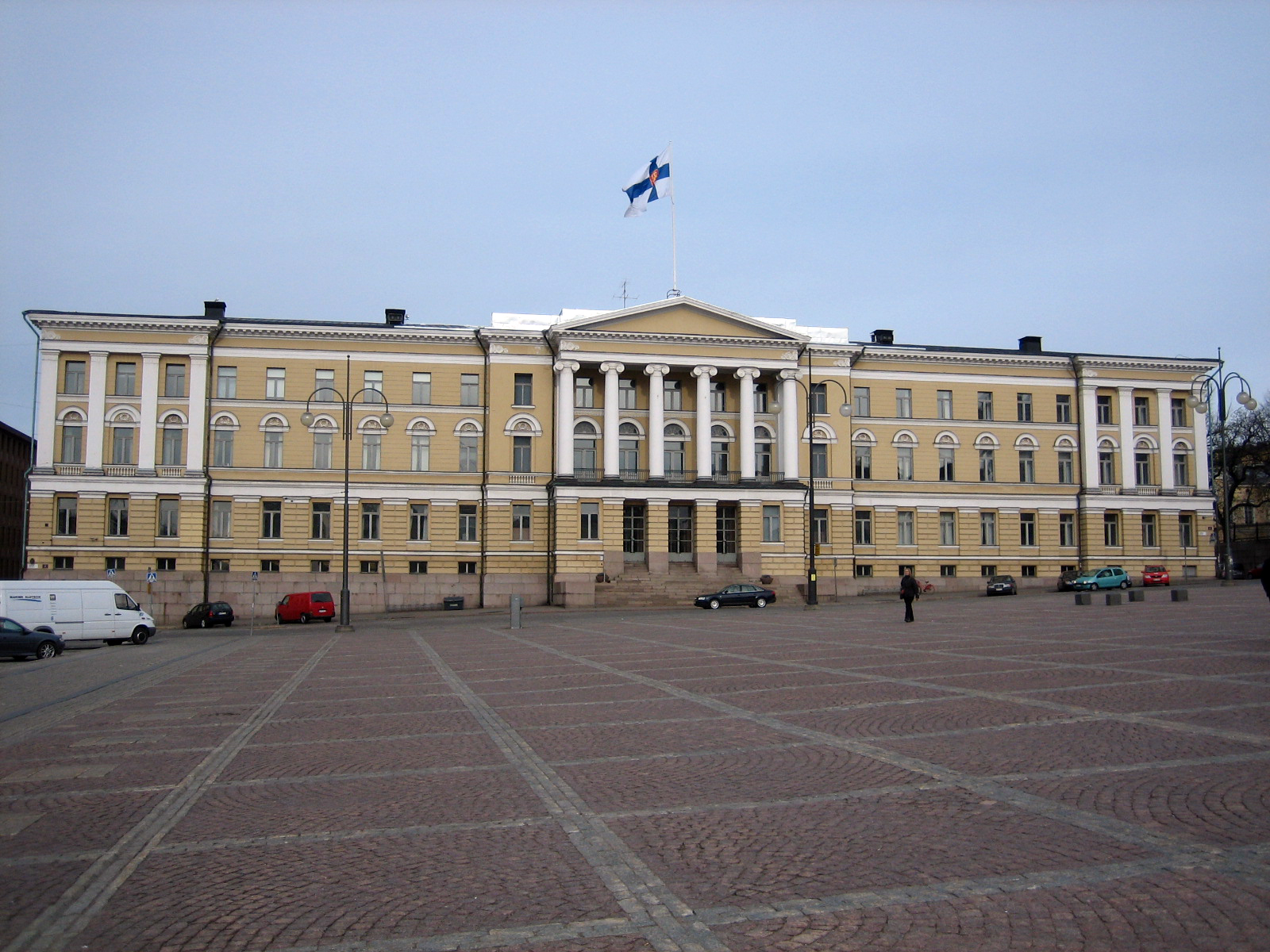
A Carl Ludvig Engel által tervezett főépület Helsinkiben

1827-ben hatalmas tűzvész pusztított Turkuban, amelyben az Akadémia is megsérült. I. Sándor cár ekkor Turkuból Helsinkibe, az új fővárosba helyeztette át az egyetemet, amely 1828-ban meg is nyitotta kapuit ideiglenes helyén.
1832-ben avatták fel a Carl Ludvig Engel tervei szerint épült egyetemi főépületet, az Oktatókórházat és a Botanikus Kertet, majd 1834-ben egy csillagvizsgálót, 1840-ben az Egyetemi Könyvtárat (a könyvtár új épülete 1955-re készült el, tervezője Einari Teräsvirta volt). Az egyetem fő feladata az volt, hogy az Orosz Birodalom fennhatósága alatt álló Finn Nagyhercegség kormányzásához szükséges hivatalnoki réteget kiképezze. A cár ehhez minden támogatást megadott.
Az 1830-as években a finn Nemzeti Megújulás mozgalmának alaptézisei az egyetemen kezdtek kibontakozni. Ekkor szombat délelőttönként a diákok és a tanárok közül egyre többen találkoztak és cserélték ki gondolataikat a finn felemelkedés lehetőségéről. A hagyományosan svéd nyelvű oktatás gyakorlatába ekkoriban kezdett beszivárogni a finn nyelv használata. Habár az oktatás az 1900-as évekig továbbra is főként svéd nyelven folyt, a szombati klubok szellemiségének köszönhetően finn nyelvű előadásokat is hallgathattak a diákok.
Az egyetem a középkori szokásokat lassan, de biztosan maga mögött hagyva modern, európai oktatási intézménnyé vált. A fejlődés mérföldköve volt, amikor 1852-ben a Bölcsészettudományi Kart megosztották a történelem és a nyelvek, valamint a fizika, matematika részre, vagyis különvált a humán tudományok és a természettudományok oktatása. Az első női hallgató 1872-ben iratkozott be az intézménybe, 1916-tól pedig oktatói és kutatói pozíciót is betölthettek nők az egyetemen.

## Független finn államban
A Helsinki Egyetem mai nevét az ország függetlenné válása után 1919-ben kapta, s 1924-ben fogadták el az új alapszabályát. Az 1930-as évektől egyre többen végezték el a középiskolát Finnországban, így egyetemre is egyre többen jelentkeztek. Helyhiány miatt folyamatosan építkezések zajlottak az egyetem keretein belül, hiszen bővítésre volt szükség. Eredetileg az egész egyetem Helsinki belvárosában volt, mára azonban négy fő kampusza van az intézménynek. Az egymáshoz kapcsolódó tudományterületeket igyekeztek ugyanarra a helyszínre csoportosítani.
A belvárosban a bölcsészet, a teológia, a jog, a politológia és a viselkedéstudományok hallgatói tanulnak és itt van a könyvtár is. Meilahti városrészben az Általános Orvostudományi Kar, a kórház és az Egészségügyi Tudományos Könyvtár, továbbá egy kutatási központ kapott helyet. A Kumpula campusban a Természettudományi Kart helyezték el. Itt működik a Finn Meteorológiai Intézet is. A város központjától legtávolabb fekvő, Viikki campusban többek között a mezőgazdaság, az erdészet, az állatgyógyászat oktatása talált otthonra. A Helsinki Egyetem a négy fő helyszínen kívül még húsz helyen működtet különféle oktatási, kutatási egységeket.

## Karok
Az egyetemnek jelenleg 11 kara van:

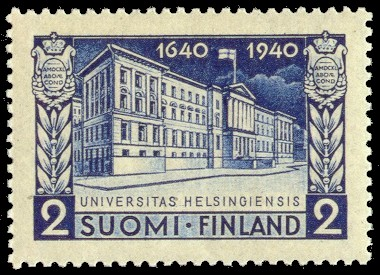
A Helsinki Egyetem az alapításának 300. évfordulójára kiadott bélyegen (1940)

- Biológiai és Környezettudományi Kar (alapítva: 2004)
- Állatorvosi kar (1995/jogelőd alapítása: 1945)
- Gyógyszerésztudományi Kar (2004)
- Bölcsészettudományi Kar (1992/ 1853)
- Magatartástudományi Intézet (2004/ 1992)
- Általános Orvostudományi kar (1640)
- Mezőgazdasági és Erdőmérnöki Kar (1924/ 1902)
- Természettudományi Kar (1992/ 1853)
- Jogtudományi kar (1640)
- Hittudományi Kar (1640)
- Társadalomtudományi Kar (1945)

## A Helsinki Egyetemhez kötődő nevezetes személyek
- Lars Ahlfors (1907–1996), matematikus
- Tancred Borenius (1885–1948), művészettörténész
- Anders Chydenius (1729–1803), pap, közgazdász, politikus
- Anders Donner (1854–1938), csillagász
- Gustav Elfving (1908–1984), matematikus, statisztikus
- Ragnar Granit (1900–1991), Nobel-díjas orvos
- Hugo Gyldén (1841–1896), csillagász
- Tarja Halonen, jogász, politikus, Finnország volt köztársasági elnöke
- Harri Holkeri (1937–2011), volt finn miniszterelnök
- Kari Karhunen (1915–1992), matematikus
- Urho Kaleva Kekkonen (1900–1986), politikus, Finnország volt köztársasági elnöke
- Aleksis Kivi (1834–1872), író
- Jarl Lindeberg (1876–1932), matematikus
- Ernst Lindelöf (1870–1946), matematikus
- Elias Lönnrot (1802–1884), a Kalevala gyűjtője
- Rolf Nevanlinna (1895–1980), matematikus
- Ilkka Niiniluoto az egyetem kancellárja 2018-ig
- Adolf Erik Nordenskiöld (1832–1901), geológus
- Jorma Ollila, a Nokia elnöke
- Juho Kusti Paasikivi (1870–1956), politikus, Finnország volt köztársasági elnöke
- Lauri Kristian Relander (1883–1942), politikus, Finnország volt köztársasági elnöke
- Risto Ryti (1889–1956), politikus, Finnország volt köztársasági elnöke
- Jean Sibelius (1865–1957), zeneszerző
- Frans Eemil Sillanpää (1888–1964), Nobel-díjas író
- Kaarlo Juho Ståhlberg (1865–1952), politikus, az első finn köztársasági elnök
- Karl Fritiof Sundman (1873–1949), csillagász
- Pehr Evind Svinhufvud (1861–1844), politikus, Finnország volt köztársasági elnöke
- Zacharias Topelius (1818–1898), író, történész
- Linus Torvalds, szoftverfejlesztő mérnök, a Linux megalkotója
- Artturi Virtanen (1895–1973), kémiai Nobel-díjas tudós
- Mika Waltari (1908–1979), író
- Thomas Wilhemsson: az egyetem rektora 2018-ig
- Georg Henrik von Wright (1916–2003), filozófus, a Finn Akadémia volt elnöke